# Високовське міське поселення
Міське поселення Високовськ — поселення, розташоване у Клинському муніципальному районі Московської області (Росія).

## Географія
Поселення розташоване у центрі Клинського району. Територією протікає річка В'яз. Максимальна висота над рівнем моря — 200 м.

## Адміністративний устрій
Міське поселення Високовськ складається із 18 населених пунктів: міста Високовська та 17 сіл.
Список населених пунктів міського поселення (в дужках чисельність населення станом 2010 рік):
- Місто Високовськ (10900)
- Село Бекетово (42)
- Село Голишкіно (26)
- Село Горки (56)
- Село Дмитроково (48)
- Село ім. Дмитрієва (24)
- Село Колосово (74)
- Село Косово (2)
- Село Ловцово (0)
- Село Макшеєво (32)
- Село Масюгіно (173)
- Село Назар’єво (78)
- Село Полушкіно (12)
- Село Рум’яново (12)
- Село Тімоніно (19)
- Село Трет’яково (64)
- Село Троєцьке (125)
- Село Шипуліно (67)[2][3]

## Символіка
Міське поселення Високовськ має власний герб який затверджений виконкомом Високовської ради народних депутатів від 18 листопада 1988 року.

## Міська адміністрація
Високовськ є центром міського поселення Високовськ. Головою міської адміністрації є В'ячеслав Євгенович Давидов.